# Karl Hofer
Karl Hofer (Karlsruhe, 11 de octubre de 1878 - Berlín, 3 de abril de 1955) fue un pintor expresionista alemán, adscrito a la Nueva Objetividad. Iniciado en un cierto clasicismo cercano a Hans von Marées, estudió en Roma y París, donde le sorprendió la guerra y fue hecho prisionero durante tres años, hecho que marcó profundamente el desarrollo de su obra, con figuras atormentadas, de gestos vacilantes, en actitud estática, enmarcadas en diseños claros, de colores fríos y pincelada pulcra e impersonal. Sus figuras son solitarias, de aspecto pensativo, melancólico, denunciando la hipocresía y la locura de la vida moderna (La pareja, 1925; Hombres con antorchas, 1925; El cuarto negro, 1930; Hombre en ruinas, 1937).